# 赤星勲章

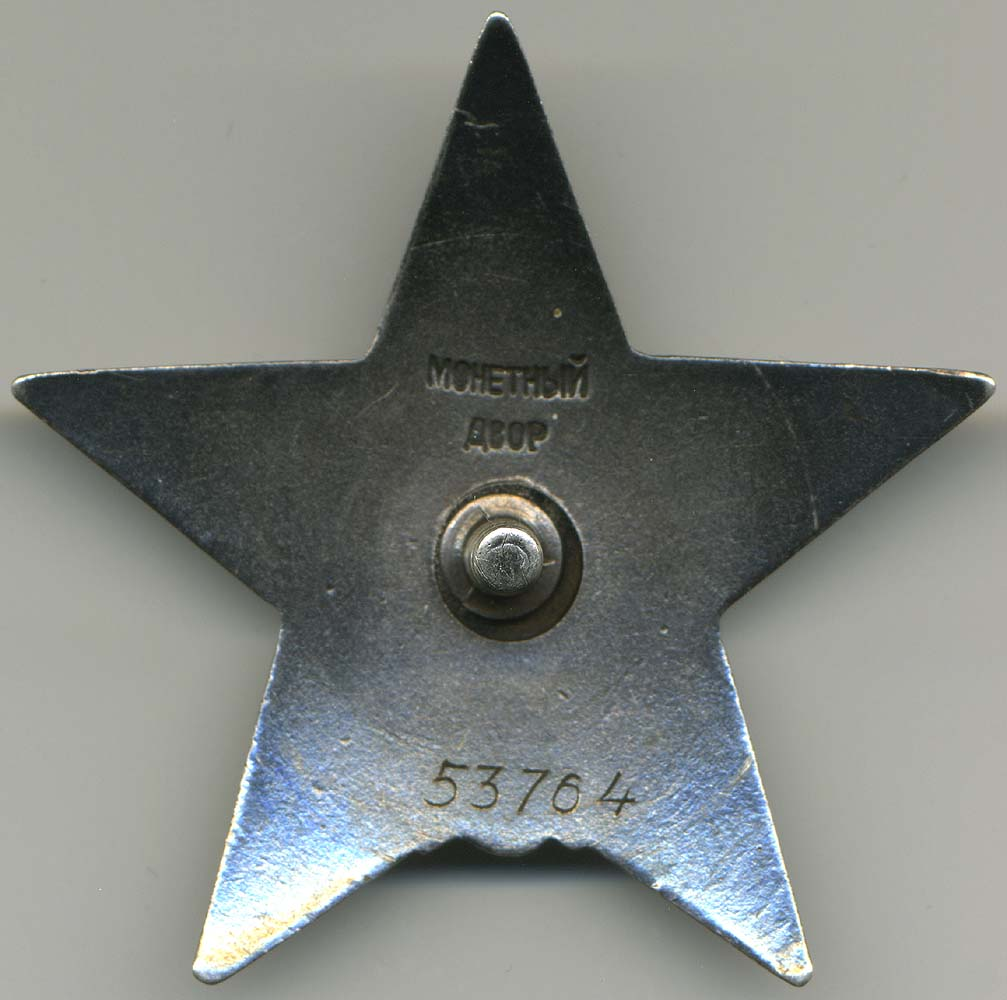
赤星勲章（裏側）

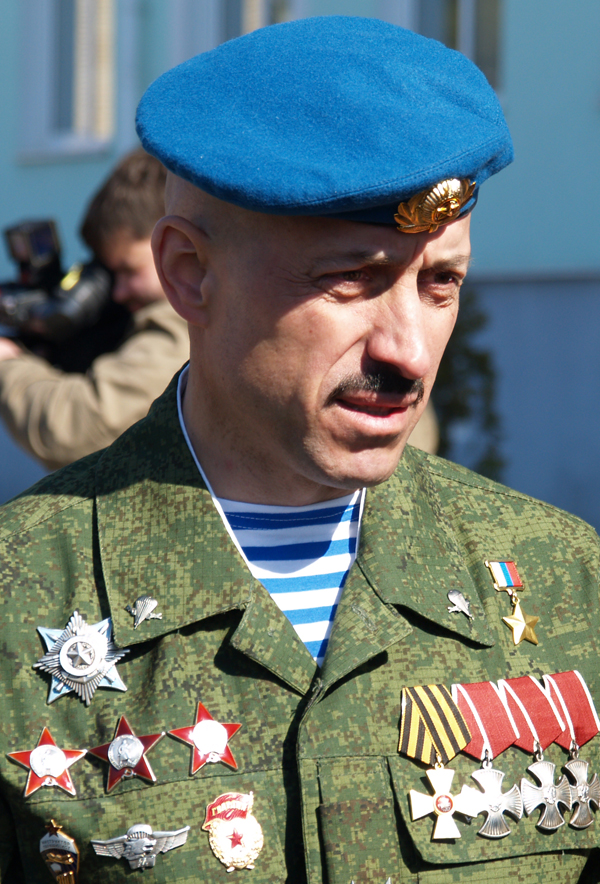
アフガニスタンで獲得した赤星勲章を3つ身に着けているアナトーリー・レーベジ中佐

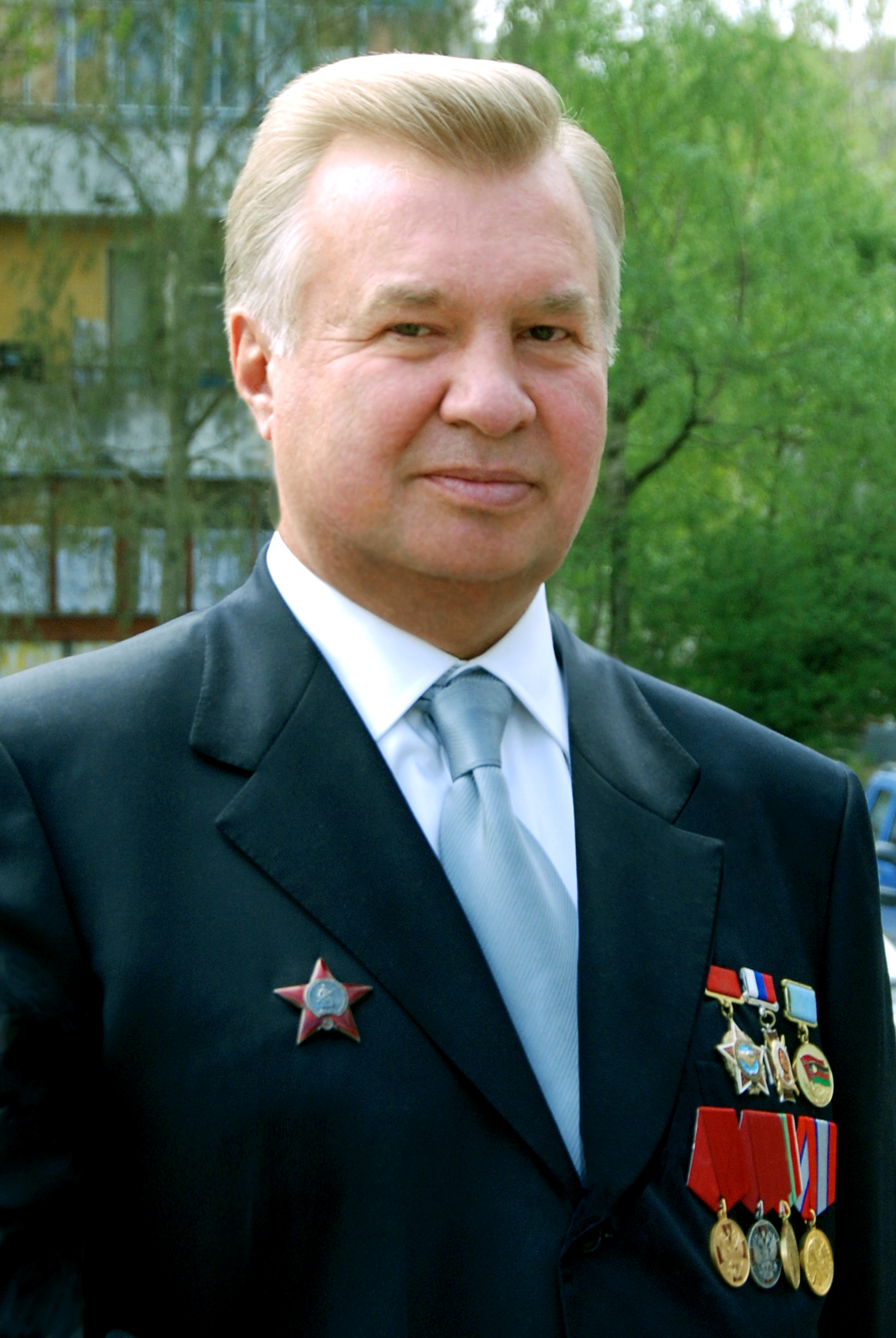
民間服に赤星勲章と共に他の章を身に着けている元アフガン従軍兵イーゴリ・ウラジーミロヴィチ・ヴィソツキー

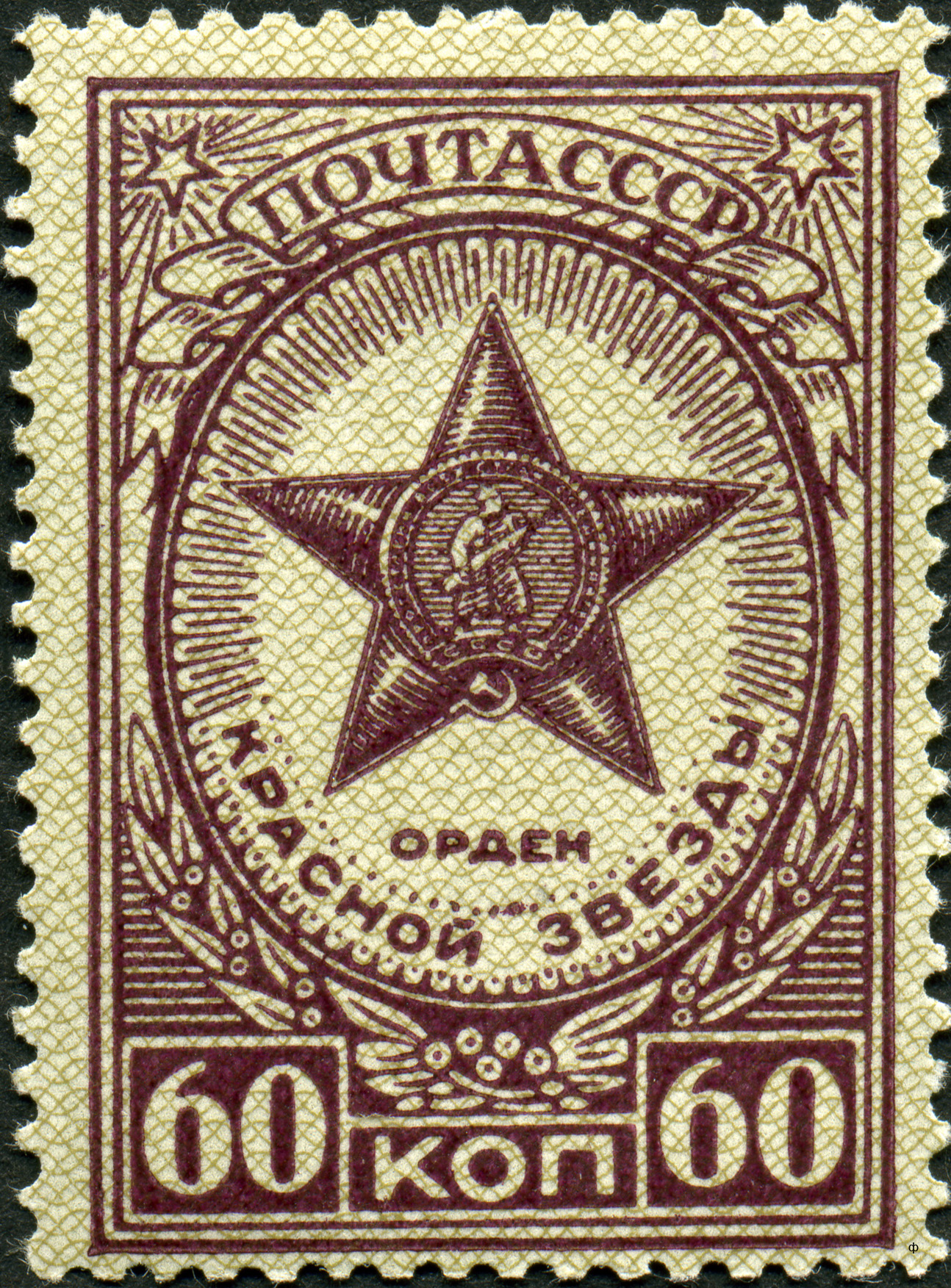
赤星勲章が描かれている1946年の60コペイカ切手

赤星勲章（あかぼしくんしょう、ロシア語: Орден Краснoй Звезды）は、ソビエト連邦の勲章である。1930年4月6日のソビエト連邦最高会議幹部会の法令により設立され、1930年5月5日のソビエト連邦最高会議幹部会の法令で規定された。この法律は、1936年5月7日、1943年6月19日、1946年2月26日、1947年10月15日、1947年12月16日、及び1980年3月28日のソビエト連邦最高会議幹部会の法令第1803-X号により改正された。

## 法令
赤星勲章はソ連の陸軍、海軍、ソ連国境部隊や内務人民委員部保有軍の兵士に授与され、さらにはKGBのメンバーだけでなく、内務省付属の国内軍下士官と職員、部隊、軍艦、団体、企業、何らかの機関や組織に外国の軍人にも、以下の条件を満たした者に授与された。
- 戦闘時に優れた組織力と指導力を発揮し、我が国の軍隊を成功に導き、個人の勇気と勇敢さを示した。
- 敵の部隊や編隊に対して甚大な死傷者や被害を出させ、作戦を成功させた。
- 公共の安全及びソ連国境の安全を確保する上で優れた労務を行った。
- 軍務中において、または生命の危険を伴う状況下において勇気と勇敢な行為を示した。
- 平時において責任ある職務で優れた功績を収める、及びその他の特別任務で模範的な業績を残した。
- 新装備の開発、あるいはその他ソ連の防衛力の強化に関係する業務において、戦闘及び政治的に優れた性能を発揮させ、軍隊の高い戦闘即応性を維持する上で大きく貢献した。
- ソ連軍の訓練に使用される軍事科学と技術の発展に功績を残した。
- 社会主義社会の防衛力を強化した功績を残した。[6]

赤星勲章は2等祖国戦争勲章の制定直後に制定されたが、ソ連の他の勲章の中では下位とされ右胸に着用されていた。赤星勲章はロシア連邦の勲章か記章の存在下で着用した場合、ロシア連邦の勲章が優先される。

## 長期報国章
赤星勲章は15年間、軍務、国家安全保障、警察のいずれかの職務についている人物を記するために1944年から1958年まで長期報国章として使用されていた。しかし1957年9月14日のソ連最高会議幹部会の命令は、一部の軍事勲章が本来の目的から外れて長期報国章として使われることで価値を減じていると指摘した。これにより1958年1月25日にはソ連国防相、内務相、国家保安委員会委員長の共同命令によって完全奉仕記章が制定され、長期報国章としての使用は終わった。

## 勲章の説明
赤星勲章は銀色の五芒星に赤いエナメルが塗られ幅が47mmから50mmある。表面の中央には、外套を着てライフル銃を携行している直立の兵士が配置されており、酸化銀の盾の縁に沿った細い帯状のレリーフには共産主義の標語である「ロシア語: Пролетарии всех стран, соединяйтесь!（万国の労働者よ、団結せよ!）」が表記されており、兵士の下には「СССР（ソ連の略号）」と書かれた刻印がある。酸化銀の盾の下には鎌と槌がある。勲章を衣服に取り付ける時は、ボタンの糸をネジって取り付けた。
勲章を着用していない場合は代わりとして、胸の左側に略綬を着用することができた。赤星勲章の略綬は両横が暗赤色で24mm幅の絹のモアレ模様であり、中央には5mm幅の銀色の縞模様がある。

## 主要な受賞者（一部）
赤星勲章は1000人以上に3回、150人以上に4回、15人以上に5回、5人以上に6回授与された。以下はこのような複数回受賞者の一覧の一部である。

### 6回
- フィリープ・オノプリェンコ（ロシア語版）大佐
- ピョートル・パンチェンコ大佐
- ヴァシーリー・シランツェフ中佐

### 5回
- コンスタンチーン・マルハシャーン（ロシア語版）大佐
- イヴァーン・ステパニェーンコ（ロシア語版）少将
- アレクセイ・ヤキーモフ（ロシア語版）大佐

### 4回
- ガラクチオーン・アルパイーゼ（英語版）中将
- ゲオルギー・バイドゥコーフ（英語版）上級大将
- アレクサンドル・ババーエフ（ロシア語版）上級大将

### 3回
- アナトーリー・レーベジ（英語版）中佐
- アレクセイ・イェーピシェフ（英語版）大将
- ゲンナジー・オバトゥーロフ（英語版）大将
- アサーフ・アブドラフマーノフ（英語版）海軍大尉
- アレクサンドル・ベリャコーフ（英語版）中佐
- アークセリ・ベルク（英語版）海軍少将
- ニコライ・セルゲーエフ（英語版）提督

### 2回
- ゲオルギー・ベレゴヴォーイ上級大将
- セルゲイ・イリューシン
- イヴァーン・コジェドゥーブ大佐
- アレクサンドル・ポクルィシュキン航空元帥
- ボリス・シャポシニコフソビエト連邦元帥
- セルゲイ・アフロメーエフソビエト連邦元帥
- ヤコブ・パブロフ上級軍曹
- アルセニー・ゴロフコー（英語版）海軍大将
- イーゴリ・ロジオノフ上級大将
- ウラジーミル・コノヴァーロフ（英語版）海軍少将
- ゴルジェーイ・レフチェンコ（英語版）提督
- イワン・ユマシェフ提督
- イワン・ペトロフ大将
- ニコライ・ブルガーニンソビエト連邦元帥

### 1回
- ニコライ・クズネツォフ提督
- ウラジーミル・コマロフ宇宙飛行士
- パーヴェル・スホーイ
- ナターリヤ・コフショーヴァ（英語版）（赤軍狙撃手、最初の女性受章者。）
- アンドレーイ・トゥーポレフ
- アンドリヤーン・ニコラーエフ宇宙飛行士
- パーヴェル・ポポーヴィチ宇宙飛行士
- ヴァレリー・ブィコフスキー少将
- パーヴェル・ベリャーエフ少佐
- アレクセイ・レオーノフ少将
- ミハイル・ミーリ
- ヘイダル・アリエフ
- ウラジーミル・ジャニベコフ宇宙飛行士
- アレクサンドル・レベジ中将
- ヴァシーリー・デグチャレフ
- ワシーリー・チュイコフソビエト連邦元帥
- ハリー・ゴールド（英語版）（マンハッタン計画の情報を流したスパイ）[9]
- エリザベス・ベントリー（英語版）（第二次世界大戦中のソ連のスパイ）[10]

### 部隊
- アレクサンドロフ・アンサンブル
- 第89狙撃師団 (ソ連)（英語版）
- 第9歩兵師団 (ソ連)（英語版）
- 第80親衛落下傘連隊
- 第8軍団 (ウクライナ)（英語版）
- 第7親衛空挺師団
- 第10親衛自動車化狙撃師団（英語版）
- 第35親衛自動車化狙撃師団
- 第5親衛戦車師団
- 第1独立通信旅団